# Hugo Goldsack Blanco
Hugo Goldsack Blanco (1915-1 de septiembre de 1988) fue un periodista y escritor chileno, director de la revista Zig-Zag y fundador de la revista Siete días, su sucesora. Premio Nacional de Periodismo 1972 y miembro de la Generación del 38. 
Fue cronista en los periódicos chilenos Las Últimas Noticias, El Mercurio, La Hora, La Tercera, La Nación y Los Tiempos. También trabajó en Madrid, España en agencias internacionales de noticias y en los periódicos Pueblo, Punta Europa y America.

## Obras[1]
- En Torno a Cierto Fuego, 1949.
- Encuentro con Bolivia: Color y Sorpresa. 1956.
- De España un Pelo, 1968.
- El rostro de Dios, 1976.
- Los Archivos del diablo, 1990.
- Antología Poética, 1995.